# Lunella cinerea
Lunella cinerea is een slakkensoort uit de familie van de Turbinidae. De wetenschappelijke naam van de soort is voor het eerst geldig gepubliceerd in 1778 door Born.